# Pterolophia grisescens
Pterolophia grisescens är en skalbaggsart som först beskrevs av Francis Polkinghorne Pascoe 1865.  Pterolophia grisescens ingår i släktet Pterolophia och familjen långhorningar. Inga underarter finns listade i Catalogue of Life.